# Dorfteich Opperode
Der Dorfteich Opperode ist ein Teich in der Ortslage des zur Stadt Ballenstedt gehörenden Dorfes Opperode in Sachsen-Anhalt.
Der von einem Anglerverband bewirtschaftete, im östlichen Teil des Dorfes gelegene Teich hat eine Fläche von 1,06 Hektar. Die mit Weiden bestandene Uferzone ist zum Teil parkartig gestaltet.